# Daniela Guillén Garcia
Daniela Guillén Garcia   (Blanes, 3 de febrer de 2006) és una pilot de motocròs catalana que competeix al Campionat del Món de motocròs femení (WMX) des de la temporada del 2021. Ha guanyat tres Campionats d'Espanya femenins consecutius (2022-2024) i dues edicions del Motocròs de les Nacions Europees femení (2022 i 2024). Des del 2023 competeix amb l'equip oficial de Gas Gas, antiga marca de motocicletes catalana que és propietat de KTM des del 2019.

## Biografia
Nascuda a Blanes, Daniela Guillén viu a la veïna localitat de Lloret de Mar. Va començar a conduir motocicletes a només tres anys i a cinc o sis va debutar amb victòria en curses de motocròs infantils. El 2012, a sis anys, va guanyar el Trofeu al millor pilot de motocròs "Kid's" de França. Entrenada per Xevi Colomer (antic campió d'Espanya júnior), els seus primers èxits importants van ser el subcampionat d'Europa de 65cc de la zona sud-oest i els campionats de França "Minivert" de 65cc (2016) i 85cc (2018). Més tard va anar als Estats Units a competir al campionat amateur infantil Mini O's, on va guanyar la cursa femenina i només una avaria li va fer perdre la victòria a la masculina.
El 2020, a 14 anys, va obtenir el suport oficial de KTM i l'agència Last Lap i va estar a punt de fitxar per l'equip de la federació francesa (FFM), però finalment acceptà l'oferta de la federació catalana (FCM) i l'espanyola (RFME), que li van atorgar una beca com a esportista d'elit al CAR de Sant Cugat. Aquell any va guanyar clarament la darrera prova del Campionat d'Espanya de 85cc per davant de tots els seus rivals masculins. A meitat de temporada, la RFME va crear el primer equip estatal femení per a participar al Campionat del Món (WMX) a partir de la temporada següent, 2021, format per la lloretenca i Gabriela Seisdedos. Guillén acabà el mundial en la novena posició final i Seisdedos en la vintena.
El 2022, Daniela Guillén va guanyar el Campionat d'Espanya femení per davant de Gabriela Seisdedos, qui n'havia guanyat nou durant la seva carrera. Aquell any, la catalana va guanyar la seva primera mànega al mundial (concretament, la segona del Gran Premi d'Espanya, disputat a Arroyomolinos) i va obtenir tres podis més, però finalment acabà el mundial en tretzena posició. Al Motocròs de les Nacions Europees, celebrat a Talavera de la Reina el 9 d'octubre, Daniela va guanyar les dues mànegues de la prova femenina (WMXoEN) i va esdevenir-ne la guanyadora absoluta, alhora que col·laborà en la victòria de la selecció estatal espanyola en la classificació per equips.
El 2023, ara pilotant per a Gas Gas, va començar la seva tercera temporada al mundial amb victòria: al Gran Premi de Sardenya, celebrat a Riola Sardo el 26 de març, va guanyar una mànega i fou segona a l'altra, la qual cosa li atorgà la seva primera victòria en Gran Premi i el liderat del campionat. Després de diversos podis obtinguts al llarg de la temporada, va acabar el campionat en segona posició, darrere de Courtney Duncan. Aquell any, a més, es va proclamar per segona vegada Campiona d'Espanya.
El març del 2023, Daniela Guillén fou designada, al costat de Jana Brusés, Aina Arteman i Montse Hugas, ambaixadora de la Jornada de l'Esport Femení de Girona.

## Palmarès
A 20 de desembre de 2024

### Títols per any
| Any  | Equip   | Campionat                        | Classe |
| ---- | ------- | -------------------------------- | ------ |
| 2016 | KTM     | Campionat de França Minivert     | 65cc   |
|      |         |                                  |        |
| 2018 | KTM     | Campionat de França Minivert     | 85cc   |
|      |         |                                  |        |
| 2022 | KTM     | Motocròs de les Nacions Europees | WMXoEN |
| 2022 | KTM     | Campionat d'Espanya femení       | -      |
| 2023 | Gas Gas | Campionat d'Espanya femení       | -      |
| 2024 | Gas Gas | Motocròs de les Nacions Europees | WMXoEN |
| 2024 | Gas Gas | Campionat d'Espanya femení       | -      |

### Resultats al mundial de motocròs femení
Font:
| Any  | Motocicleta | Posició |
| ---- | ----------- | ------- |
| 2021 | KTM         | 9a      |
| 2022 | KTM         | 13a     |
| 2023 | Gas Gas     | 2a      |
| 2024 | Gas Gas     | 2a      |